# Kanton Lure-Sud
Lure-Sud is een voormalig kanton van het Franse departement Haute-Saône. Het kanton maakte deel uit van het arrondissement Lure. Het werd opgeheven bij decreet van 17 februari 2014 met uitwerking op 22 maart 2015.

## Gemeenten
Het kanton Lure-Sud omvatte de volgende gemeenten:
- Andornay
- Arpenans
- Les Aynans
- Frotey-lès-Lure
- Lure (deels, hoofdplaats)
- Lyoffans
- Magny-Danigon
- Magny-Jobert
- Magny-Vernois
- Moffans-et-Vacheresse
- Mollans
- Palante
- Roye
- Le Val-de-Gouhenans
- Vouhenans
- Vy-lès-Lure